# Cyathea kermadecensis
Espèce
Statut de conservation UICN

DD : Données insuffisantes
Cyathea kermadecensis est une espèce de fougères de la famille des Cyatheaceae. Actuellement le nom de l'espèce est en reclassification sous le nom Alsophila kermadecensis (W.R.B. Oliv.) R.M. Tryon.
Endémique de l'île Raoul dans les îles Kermadec, où elle est localement commune des forêts humides subtropicales des îles Kermadec,.

## Descriptions
Cyathea kermadecensis a un stipe érigé, élancé et peut atteindre une vingtaine de mètres de hauteur. Comme pour la plupart du genre Cyathea, le stipe est souvent recouvert de cicatrices issues des anciennes frondes.
Les frondes sont tripennées et atteignent 4 m de longueur. Le rachis et le stipe sont à la fois de couleur brune et portent des écailles basales brunes, brillantes et souvent tordues. Les sores sont portés de chaque côté de la veine médiane de la pinnule. Ils sont recouverts d'une indusie ressemblant à un capuchon.

## Environnement
Cyathea kermadecensis vit sous un climat est subtropical avec une moyenne des températures de 22,4 °C en février et de 16 °C en août. Les précipitations annuelles atteignent 1 500 millimètres avec une saison sèche d'octobre à janvier (Parkes, 1984).
Il y a trois lacs volcaniques chauds dans le cratère de l’île Raoul, mais tous les cours d’eau sont temporaires et la plupart des précipitations s’infiltrent rapidement dans le sol volcanique poreux.

## Endémisme
Cyathea kermadecensis est l'une des deux espèces de fougères arborescentes endémiques des îles, l'autre étant Cyathea milnei.